# 梅ヶ島村
梅ヶ島村（うめがしまむら）は、かつて静岡県安倍郡に属していた村。現在の静岡市葵区北部、安倍川の最上流域にあたる。

## 位置・地勢
安倍川の水源にて静岡市から北に約40km、安倍郡の北部にあり山梨県南巨摩郡に接する。
- 山：青笹山、十枚山、八紘嶺、山伏、二王山
- 滝：赤水の滝、安倍の大滝

## 歴史
仁徳天皇の代に金の産出があり朝廷に献上。梅ヶ島金山は今川氏、武田氏の支配を経て、慶長6年（1601年）頃江戸幕府の天領となる。

## 地域
- 梅ヶ島（うめがしま）- 関之澤、戸持、本村、草木、新田、大代、藤代
- 入島（にゅうじま）

### 沿革
- 1889年（明治22年）4月1日 - 町村制の施行により安倍郡梅ヶ島村、入島村の区域をもって発足。
- 1969年（昭和44年）1月1日 - 静岡市に編入。同日梅ヶ島村廃止。

## 名所
- 梅ヶ島温泉
- 梅ヶ島金山